# Казибегер
Казибегер или Казибековы (рут. Къазибегер) —  бекский рутульский тухум, родовым селом которого является Рутул расположенный в Рутульском районе. Род Къазибегер это род правителей Рутульского бекства. На сегодняшний день Казибековы расселены по всему Дагестану.

## Этимология
Название тухума (рода) произошло от родоначальника тухума - Кази-бека, отсюда и названия рут. Къазибегер, рус. Казибековы

## История
Начали они своё правление в конце 16 века. В источниках, где упоминается Рутул и Рутульское вольное общество, говорится о наибе Гасанхан – беке и о родословной рутульских беков. В этой родословной упоминается, что в 1588 г. одному из предков правителей Рутула Казибеку  турецкий султан Мурад Третий даровал фирман с присвоением титула хана (Что подтверждается документально подлинными документами). За время правления беков Рутул стал процветающим и поэтому через десять лет персидский шах Аббас предлагает  Казибеку оказать помощь персидскому подданому цахурскому правителю Махмедбеку. В 1606 г. шах Аббас  жалует  Казибеку селение Надгуши. А в 1635 г. уже турецкий султан Мурад Третий пожаловал ему селения Надим.